# Montefabbri
Montefabbri è una frazione del comune di Vallefoglia in provincia di Pesaro e Urbino.
Inserita tra i borghi più belli d'Italia dall'associazione omonima. Ha dato i natali al Beato Sante Brancorsini, venerato nel santuario di Mombaroccio (PU).
Ha legato il suo nome a Francesco Paciotti, che ne acquistò il territorio nel 1578 con il titolo di conte, fino all'esaurimento della casata, nella linea maschile, avvenuta con la morte dell'ultimo conte Federico nel 1744. Il feudo ritornò ad Urbino, come parte dello Stato Pontificio (parrocchia di San Gaudenzio).
Fu comune autonomo fino al 31 maggio 1869, quando venne soppresso.

## Geografia fisica
Sorge su un colle che delimita le vallate del fiume Foglia e del torrente Apsa.

## Monumenti e luoghi d'interesse

### Pieve di San Gaudenzio
Si tratta di una delle pievi più antiche dell'Arcidiocesi di Urbino.
Questa Pieve fu data in locazione da Papa Benedetto IX al conte di Rimini, come risulta da una pergamena del 1033-1046. Fu poi ristrutturata e ampliata nel 1570, come risulta da una lapide posta in fondo alla chiesa.
All'interno le opere sono in gran parte risalenti al periodo storico a cavallo tra XVI e XVII secolo, mentre il fonte battesimale è stato ricavato da un antico cippo di marmo di epoca romana e la Cappella di Santa Marcellina in stile gotico, risalente al XII secolo, in cui sono conservate le spoglie della Santa omonima fin dal 2 novembre 1666.

### Porta castellana
Si tratta dell'unico accesso al castello medievale. Anticamente l'arco sosteneva il ponte levatoio, ancora si possono individuare le nicchie dove rientravano i bracci del ponte. Sulla facciata a valle è collocata, proprio sopra all'arco d'ingresso, un piccolo riquadro in pietra arenaria raffigurante una Madonna lattante, del XV secolo. Invece sulla facciata a monte, sopra all'ingresso, domina lo stemma, in marmo bianco, di Francesco Paciotti, architetto civile e militare, primo conte di Montefabbri.

## Cultura

### Eventi
Nel castello si tiene ogni anno in estate, la Fiesta Globàl, che consiste nell'esibizione di vari artisti di strada per le vie.

## Galleria d'immagini

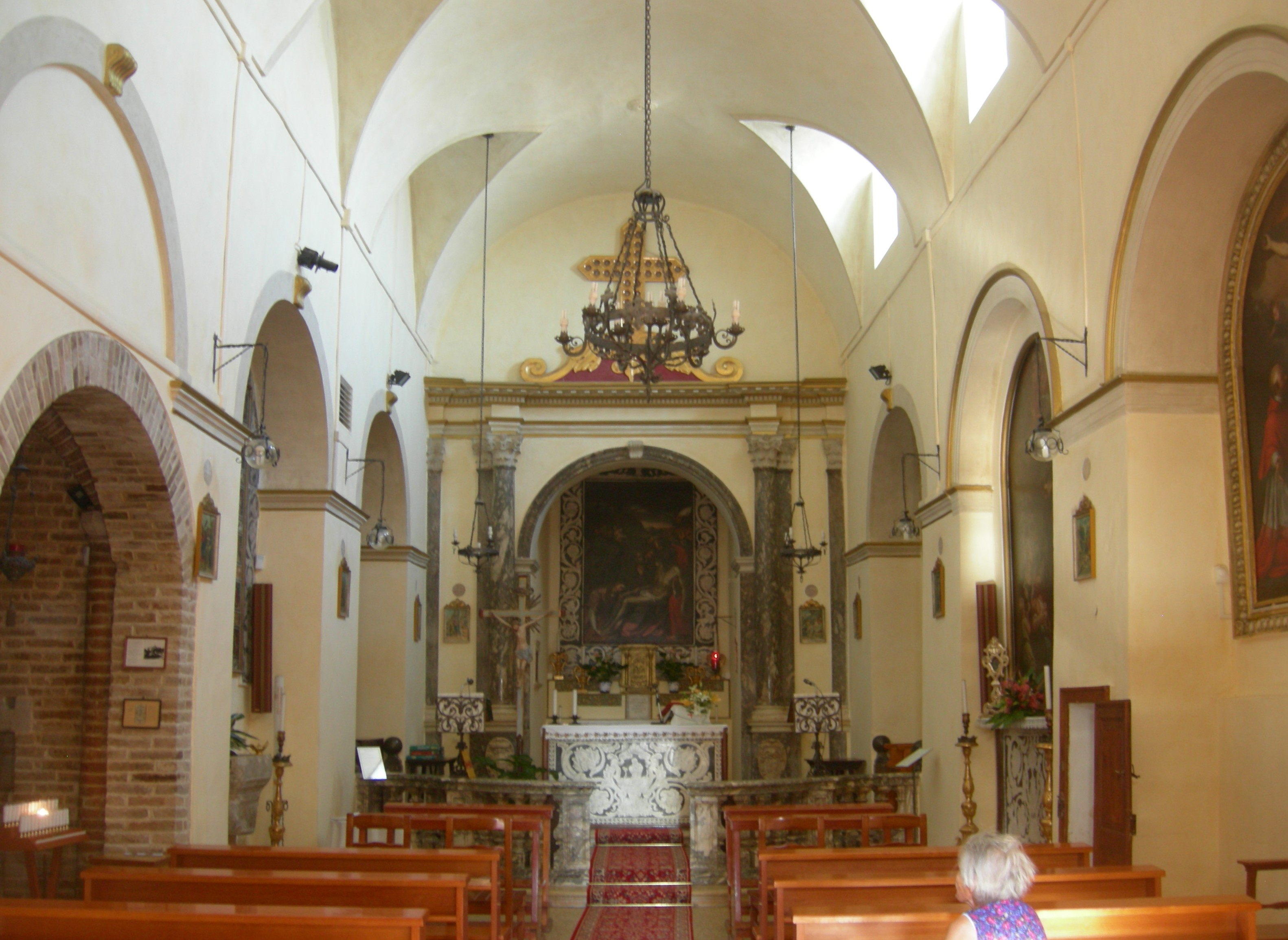
Interno della chiesa di San Gaudenzio.
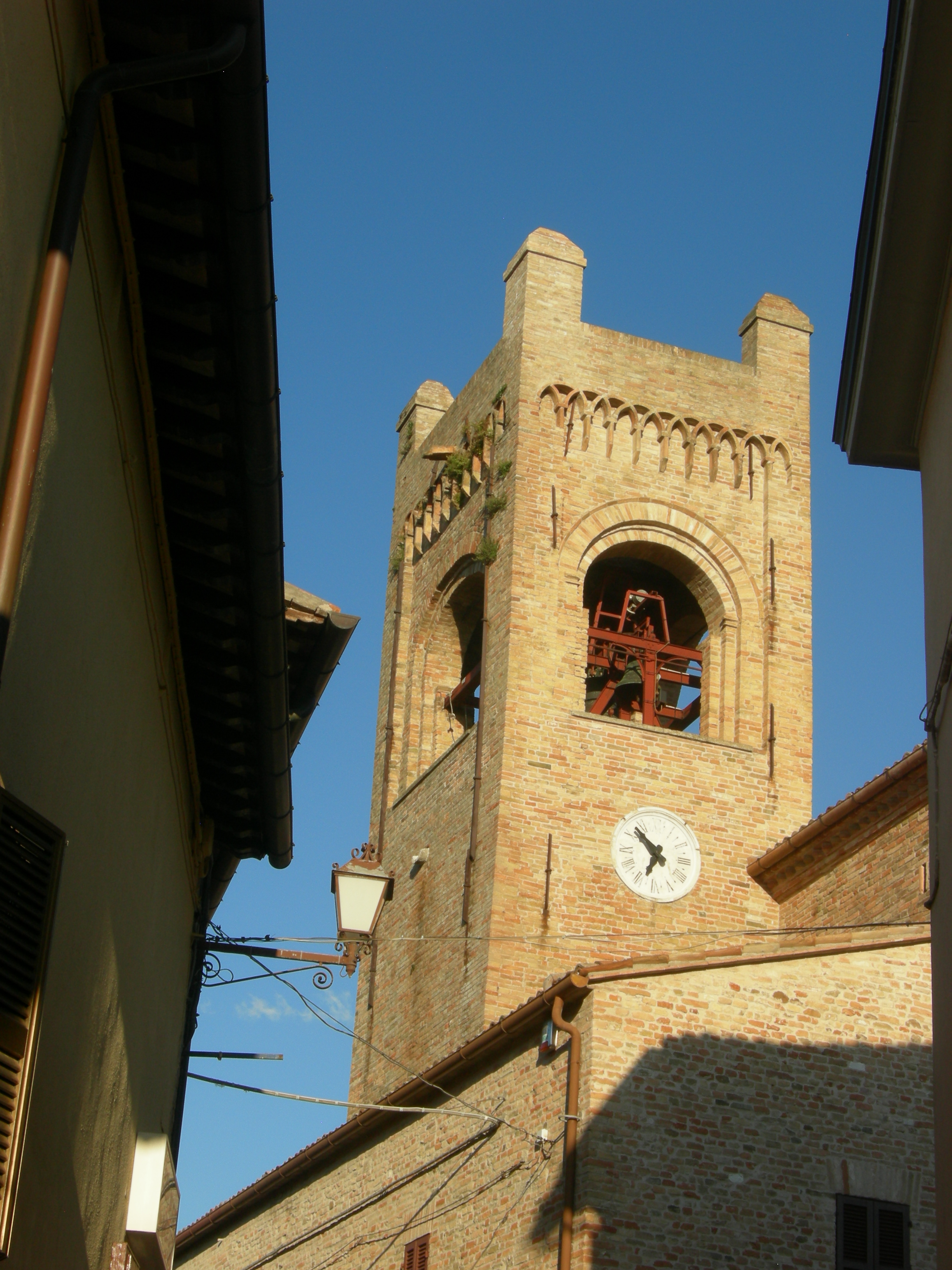
Scorcio del Campanile della chiesa di San Gaudenzio.
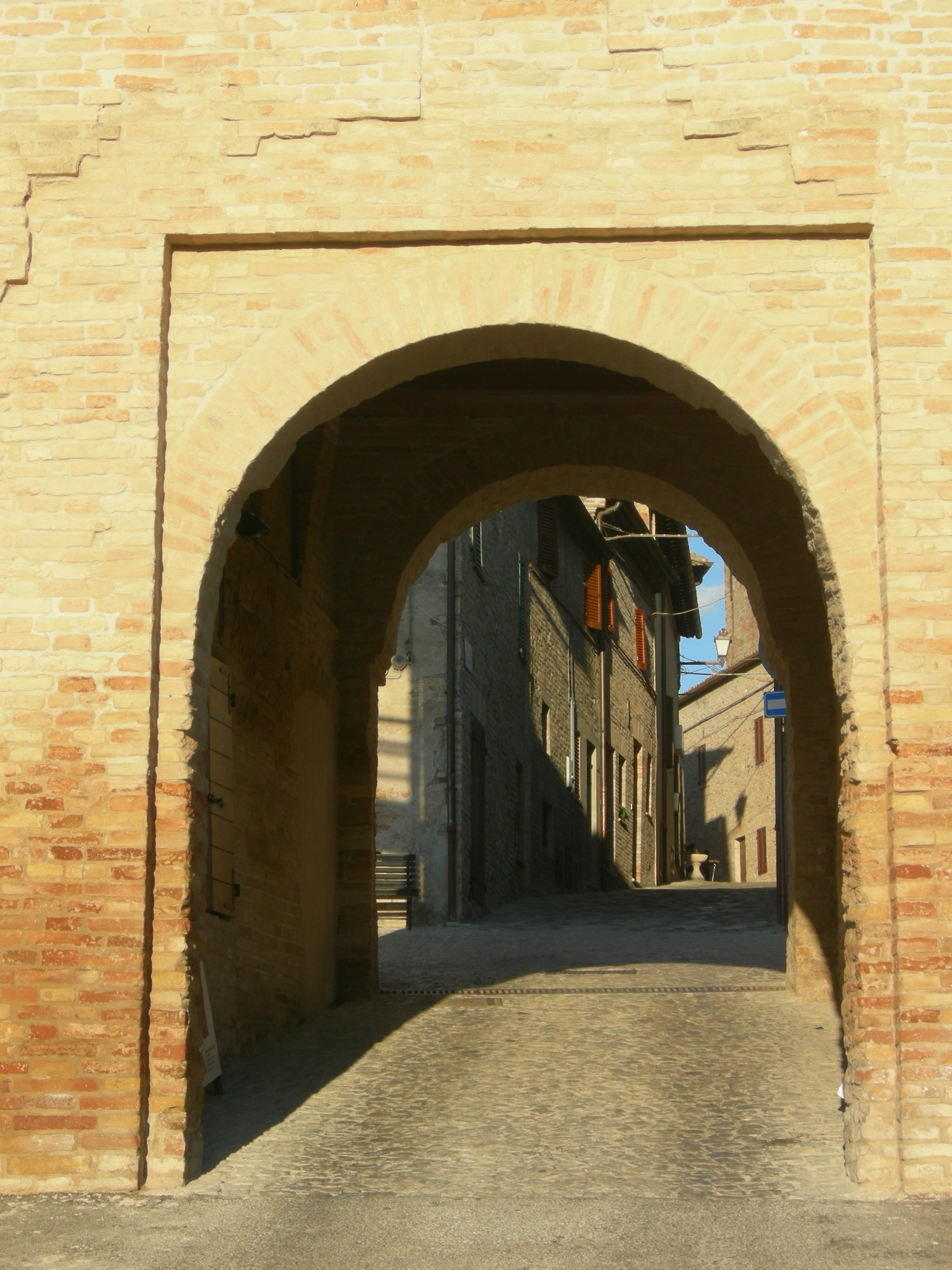
Scorcio del Castello
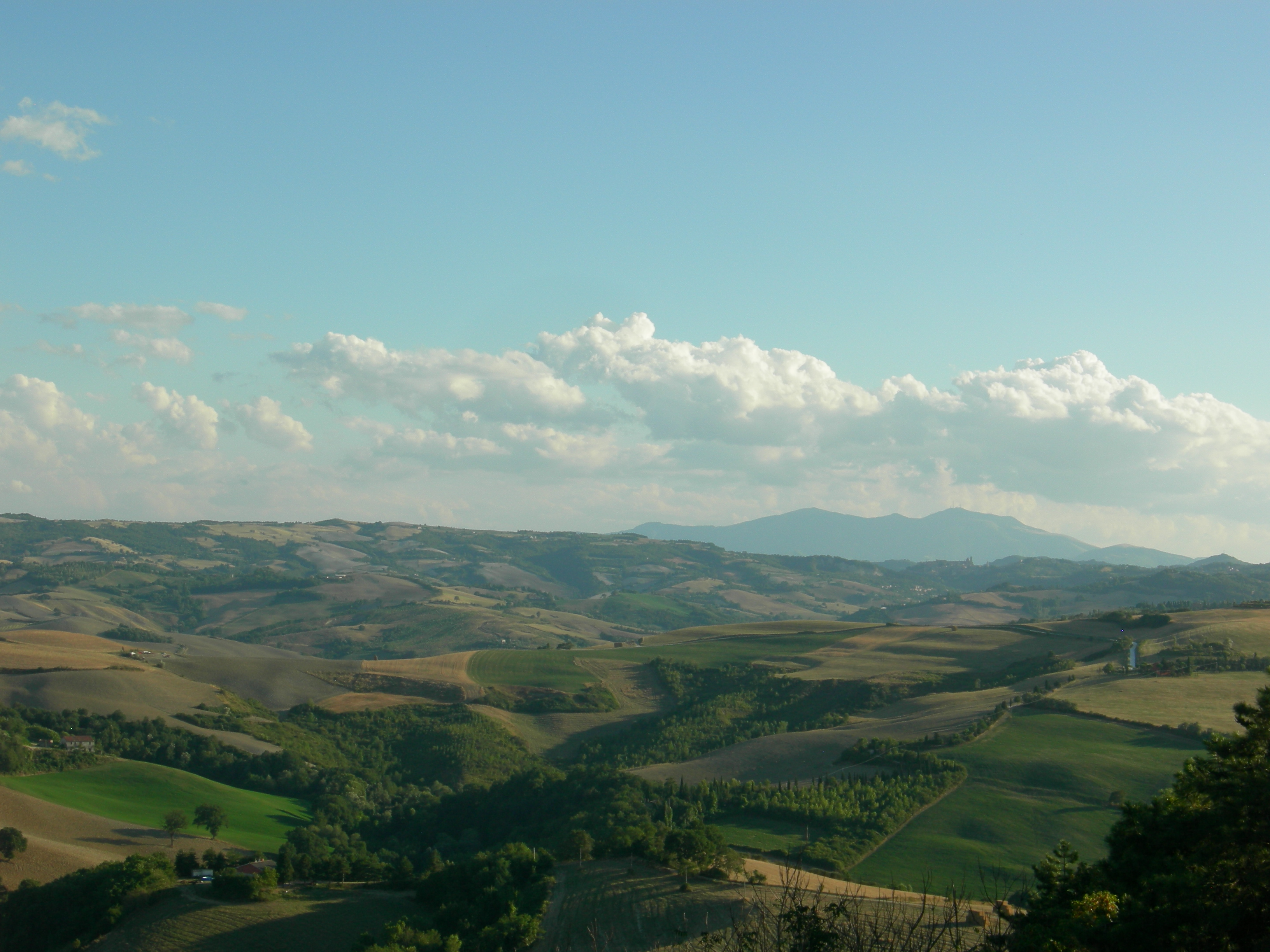
Panorama che si ammira da Montefabbri, all'orizzonte si noti Urbino e il Monte Nerone
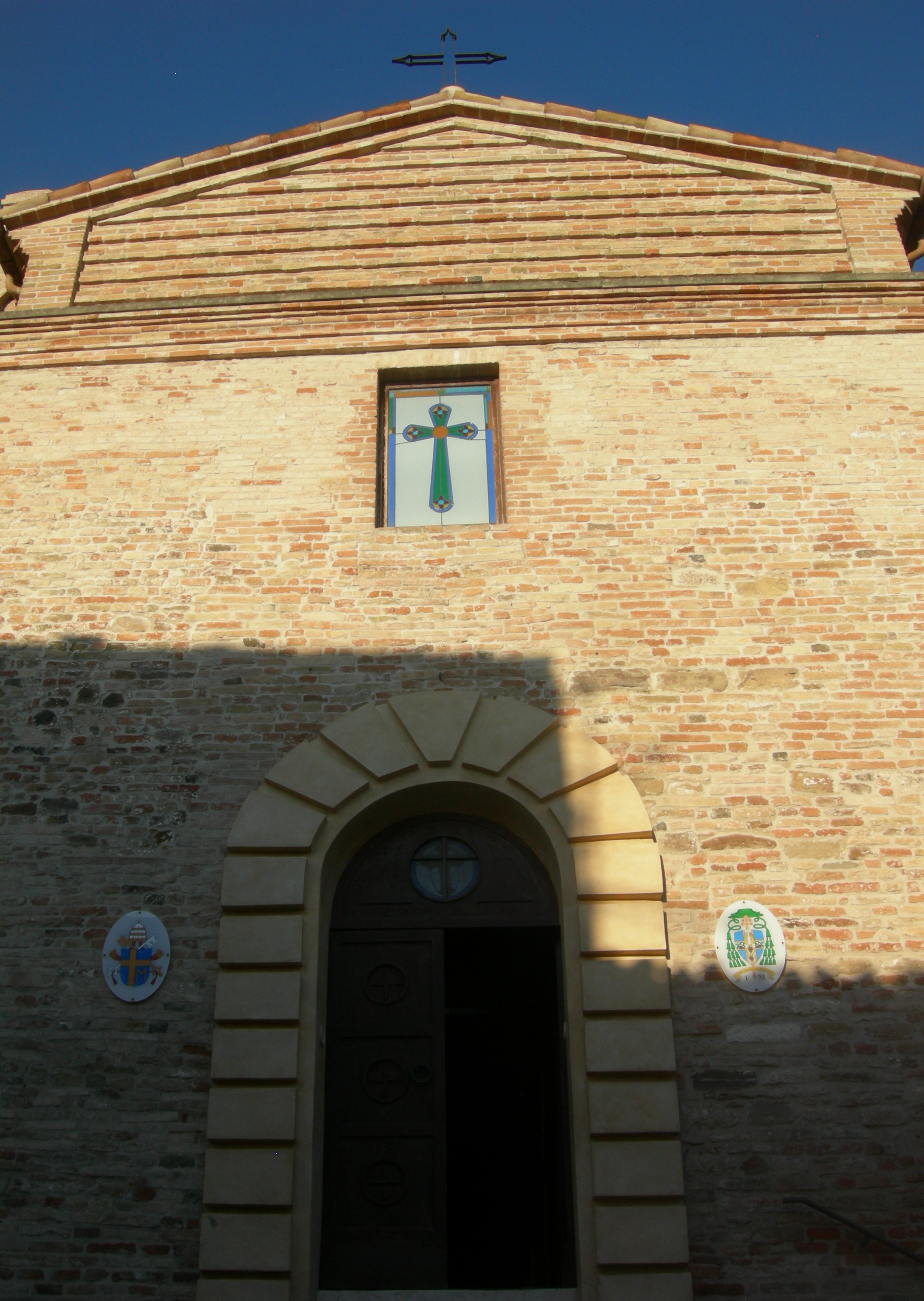
Facciata della chiesa di San Gaudenzio
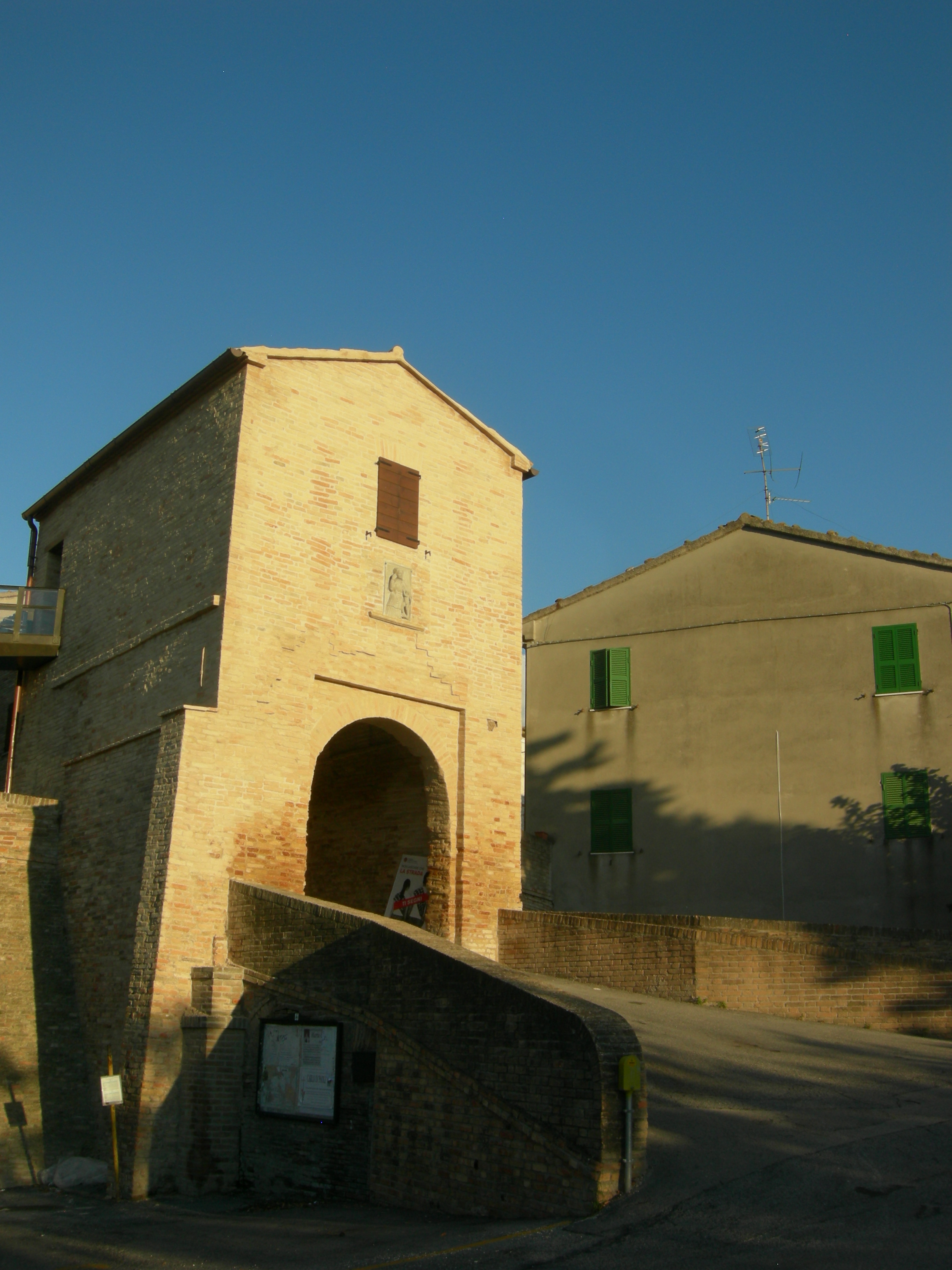
Porta castellana